# Jasmin Milić
Jasmin Milić (Bijeljina, 28. prosinca 1969.) teolog i biskup Protestantske reformirane kršćanske crkve u Republici Hrvatskoj.

## Obrazovanje
Zvanje vjeroučitelja stekao je 1993., diplomiranog teologa 1994., a magisterij znanosti 1997. godine na Evanđeoskom teološkom fakultetu u Osijeku. Studirao je i na Evanđeoskom biblijskom institutu u Beču.
Dana 2. prosinca 2005. doktorirao je crkvenu povijest na Protestantskom teološkom fakultetu u Novom Sadu pod mentorstvom prof. dr. sc. Mihaela Kuzmiča, s temom: Kalvinizam u Hrvata s posebnim osvrtom na reformiranu župu Tordinci 1862. – 1918.
Drugi doktorat obranio je 3. svibnja 2013. na Evanđeoskom teološkom fakultetu u Osijeku pod vodstvom prof. dr. sc. Ivana Balte, na temu: Povijesno-ustrojbeni i pravni razvoj Reformirane crkve na današnjem hrvatskom prostoru s posebnim osvrtom na hrvatsku župu Tordinci 1862. – 1952.
Upisan je u Upisnik znanstvenika Ministarstva znanosti, obrazovanja i športa Republike Hrvatske pod matičnim brojem: 258510.

## Crkvena služba
Dana 22. rujna 2012. Sinoda Protestantske reformirane kršćanske crkve u Republici Hrvatskoj izabrala ga je za biskupa. Izbor je potvrdilo Biskupsko vijeće Reformirane episkopalne crkve u Sjedinjenim Američkim Državama.
Posvećen je 3. svibnja 2013. u Tordincima, po rukama biskupa Royala U. Grotea, te suzareditelja Gerharda Meyera i Paula Hunta.
Oženjen je i otac dvoje djece.

## Crkvene i akademske službe
- 1993. – 1998.: urednik Kršćanskog radio programa Izvori vjere
- 1994. – 1998.: voditelj izvanrednog studija na ETF-u u Osijeku
- 1995. – 1997.: pastor u Đakovu
- 1997. – 1999.: pomoćni župnik u Hrastinu
- 1997. – 1999.: biskupski tajnik
- Od 1998.: utemeljitelj i upravitelj župe Dobroga Pastira u Osijeku
- 1999. – 2001.: senior Osječkog seniorata Reformirane crkve
- Od 1999.: župnik, a od 2013. upravitelj najstarije protestantske župe u Hrvatskoj (Tordinci)
- 1999. – 2019.: vjeroučitelj u OŠ Tordinci
- Od 2005.: predavač na Protestantskom teološkom fakultetu u Novom Sadu
- 2008. – 2012.: prodekan za znanost na istom fakultetu
- 2011. – 2013.: arhiđakon po imenovanju biskupa Royala U. Grotea
- 2013. – 2017.: predavač i voditelj izvanrednog studija na VETU u Osijeku
- Od 2013.: dekan i predavač na Protestantskom teološkom učilištu "Mihael Starin"
- Od 2013.: biskup Protestantske reformirane kršćanske crkve u RH
- 2015. – 2018.: vjeroučitelj u OŠ Viljevo
- Od 2022.: glavni tajnik Hrvatske protestantske konferencije [4]

## Djela

### Knjige
1. Reformirana župa u Tordincima (2002), ISBN 953-6865-06-8
2. Tko je bio Jean Calvin (2003), ISBN 953-6865-08-4
3. Povijesno-pravni razvoj reformiranih crkvenih općina u Hrvatskoj (2004), ISBN 953-6865-11-4
4. Protestantska reformirana kršćanska crkva u RH (2005), ISBN 953-6865-12-2
5. Kalvinizam u Hrvata... (2006), ISBN 953-6865-14-9
6. Kalvinski Kanoni iz Kneževih Vinograda (2006), ISBN 953-6865-15-7
7. Povijesni pregled liturgije... (2007), ISBN 978-953-6865-17-8
8. Kalvinizam na optuženičkoj klupi (2008), ISBN 978-953-6865-25-3
9. Ljubav si ti (2008), ISBN 978-953-6865-26-0
10. Blagoslovljeno kraljevstvo njegovo (2012), ISBN 978-953-6865-35-2
11. Povijest Reformirane crkve u Hrvatskoj (2014), ISBN 978-953-6865-37-6
12. Velikoposne i pashalne propovedi (2024), ISBN 978-86-905564-4-1
13. Reč u vremenu spasenja (2025), ISBN 978-86-905564-5-8

### Brošure
1. Isus nas uči moliti (2019), ISBN 978-953-6865-45-1
2. Čisto srce stvori mi Bože (2019), ISBN 978-953-6865-46-8

### Članci (izbor)
1. “Vjerske zajednice i građansko-pravna osobnost”, *Hrvatska pravna revija*, 8/2003
2. “Posljedice pravomoćne sudske presude...”, *Hrvatska pravna revija*, 5/2004
3. “The Development of the Reformed Church in Croatia”, *Frontier*, 6/2004
4. “Povijesni razvoj protestantizma...”, *Život i škola*, 14/2, 2005
5. “Pravni položaj verskih zajednica...”, *Religija i tolerancija*, Novi Sad, 2006
6. “Božićno vrijeme u protestantskoj liturgiji”, *Teološki časopis*, 2007
7. “Nastanak i rani razvoj protestantizma”, *Povećalo*, 2007
8. “Pravni i činjenični status vjerskih zajednica...”, *Hrvatska pravna revija*, 3/2008
9. “Protestantizam u Baranji i istočnoj Slavoniji”, *Slavonija, Baranja i Srijem*, 2009
10. “Najstarija hrvatska protestantska župa u Tordincima...”, *Centar Miko Tripalo*, 2017

### Priručnici
1. Red krštenja, konfirmacije i primanja u članstvo (2008)
2. Memento religije: protestantizam (2006), ISBN 953-6756-24-2

## Odlikovanja
- Zlatna plaketa Općine Tordinci (2023.) – na području religije (za doprinos vjerskom i društvenom životu lokalne zajednice).[5]
- Gramata Episkopa pakračko-slavonskog (2024.) – za doprinos u obnovi episkopske knjižnice u Pakracu.[6]

## Ostalo
Priredio je za tisak više od 40 naslova, sudjelovao na međunarodnim znanstvenim kolokvijima, te predavao na više teoloških učilišta u Hrvatskoj i inozemstvu.
1. 1 2 3  Biskup dr. sc. Jasmin Milić – biografija, Protestantska reformirana kršćanska crkva u RH, pristupljeno 1. kolovoza 2025.
2. ↑  Journal of the 53rd General Council of the Reformed Episcopal Church (PDF). Reformed Episcopal Church. 2014. str. 83. Pristupljeno 2. kolovoza 2025.
3. ↑  Journal of the 54th General Council of the Reformed Episcopal Church (PDF). Reformed Episcopal Church. 2014. str. 66. Pristupljeno 2. kolovoza 2025.
4. ↑  HPK/Hrvatska protestantska konferencija. Hrvatska protestantska konferencija (engleski). 7. veljače 2022. Pristupljeno 2. kolovoza 2025.
5. ↑  Općinska priznanja: Dobitnici 2023. Osječki.hr, pristupljeno 1. kolovoza 2025.
6. ↑  protestantskakonferencija. 7. rujna 2024. Glavni tajnik HPK odlikovan Gramatom. Hrvatska protestantska konferencija (engleski). Pristupljeno 2. kolovoza 2025.